# Đại hội Đảng Cộng sản Việt Nam lần thứ XI
Đại hội Đảng Cộng sản Việt Nam lần thứ XI, được gọi chính thức là Đại hội đại biểu toàn quốc lần thứ XI, là đại hội lần thứ mười một của Đảng Cộng sản Việt Nam, được khai mạc ngày 12/01/2011 tại Hà Nội và bế mạc vào ngày 19/01/2011. Đây là Đại hội then chốt, bầu nhân sự Ban Chấp hành Trung ương Đảng, giới thiệu vị trí Tổng Bí thư.

## Diễn biến trước Đại hội
Để tiến hành đại hội, tất cả các tỉnh và thành phố trên cả nước phải hoàn thành việc tổ chức đại hội các cấp, bầu cử các vị trí Bí thư tại các Đảng ủy ở các cấp (cơ quan của Đảng Cộng sản tại các cấp địa phương), cử đại biểu tham dự Đại hội Đảng trên một cấp.
Đồng thời Đảng ủy ở các cấp phải dự thảo Văn kiện Đại hội Đảng XI (báo cáo sẽ đọc tại Đại hội chỉ rõ thành tựu và hạn chế trong suốt nhiệm kỳ từ Đại hội Đảng Cộng sản Việt Nam X tới trước đại hội XI, phương hướng phát triển của Đảng và từ đó của Đất nước trong thời gian 5 năm tới) cũng được công khai để lấy ý kiến. Việc tổng hợp ý kiến xong trước ngày 10/12/2010. Việc lấy ý kiến diễn ra sôi nổi trong Đảng và trong quần chúng nhân dân, nhất là trong giới nhân sĩ trí thức có lòng yêu nước sâu sắc thiết tha với vận mệnh của dân tộc. Tuy nhiên việc lấy ý kiến đóng góp cũng gặp nhiều khó khăn bởi các vấn đề nêu ra trong văn kiện đều mang tính chiến lược then chốt nên đòi hỏi người góp ý kiến cần phải có trình độ hiểu biết nhất định về chính trị.
Từ 13 đến 21 tháng 12 năm 2010, Hội nghị lần thứ 14 Ban Chấp hành Trung ương Đảng (khóa X) diễn ra tại Hà Nội, là Hội nghị lần cuối trước Đại hội Đảng XI. Cho tới Hội nghị này, danh sách các vị trí tối cao vẫn chưa được ngã ngũ.
Phát biểu sau bế mạc Hội nghị 14, Tổng Bí thư Đảng cho biết sẽ chọn những người có tư tưởng đổi mới vào ban lãnh đạo. Hội nghị 14 đã chính thức giới thiệu nhân sự về bốn chức vụ cao nhất của Đảng và Nhà nước tại Việt Nam. Theo nhiều nguồn tin cậy, dự kiến ông Nguyễn Phú Trọng sẽ làm Tổng Bí thư Đảng; ông Trương Tấn Sang sẽ là Chủ tịch nước; ông Nguyễn Sinh Hùng giữ chức Chủ tịch Quốc hội và ông Nguyễn Tấn Dũng tiếp tục làm Thủ tướng.
Ngày 9 tháng 1 năm 2011, Hội nghị Ban Chấp hành Trung ương lần thứ 15 (khóa X) đã họp tại Hà Nội. Hội nghị đã thông qua danh sách giới thiệu bổ sung nhân sự Ủy viên dự khuyết Ban Chấp hành Trung ương Đảng khóa XI trình Đại hội đại biểu toàn quốc lần thứ XI của Đảng xem xét, quyết định; thông qua Báo cáo của Ban Chấp hành Trung ương khóa X về phương án nhân sự Ban Chấp hành Trung ương khóa XI để trình Đại hội đại biểu toàn quốc lần thứ XI; thông qua dự kiến danh sách Đoàn Chủ tịch, Đoàn Thư ký và Ban Thẩm tra tư cách đại biểu tại Đại hội đại biểu toàn quốc lần thứ XI của Đảng trình Đại hội XI; góp ý kiến lần cuối vào Báo cáo kiểm điểm của Ban Chấp hành Trung ương khóa X trình Đại hội lần thứ XI của Đảng. Hội nghị 15 mới chính thức là Hội nghị lần cuối trước Đại hội Đảng XI của Đảng Cộng sản Việt Nam.

### Dự đoán của báo đài nước ngoài
Vài tuần trước Đại hội XI của Đảng Cộng sản Việt Nam, ngày 20 tháng 12 năm 2010, báo Asahi Shimbun của Nhật Bản đưa tin nêu ra dự thảo nhân sự về bốn chức vụ cao nhất của Đảng và Nhà nước tại Việt Nam. Theo nguồn tin này, dự kiến ông Nguyễn Phú Trọng sẽ lên làm Tổng Bí thư Đảng, ông Trương Tấn Sang có thể sẽ là Chủ tịch nước, và ông Phạm Quang Nghị, 61 tuổi, sẽ giữ chức Chủ tịch Quốc hội, ông Nguyễn Tấn Dũng sẽ tiếp tục làm Thủ tướng.
 Thông tin của báo Asahi Shimbun đã chính xác về trường hợp của Nguyễn Phú Trọng và chức vụ Tổng Bí thư Đảng. Các bức điện tín mật của cựu Đại sứ Michael Michalak gửi về Washington vừa được WikiLeaks tiết lộ đã xác nhận thông tin này. Ngoài ra, đài Á Châu Tự do cũng có bài viết tiên đoán kết quả của Đại hội với sự ra đi và ở lại của nhiều nhân vật. Trước Đại hội có làn sóng trấn áp các phần tử chống đối.
Theo BBC, Đảng Cộng sản Việt Nam đang đứng trước nhu cầu cấp thiết về đổi mới, nhất là khi nhiều bất cập của hệ tư tưởng xã hội chủ nghĩa bị xem như yếu tố gây kìm hãm cho phát triển kinh tế.

## Diễn biến trong Đại hội

Bích chương tuyên truyền cho Đại hội Đảng XI

Đại hội khai mạc ngày 12/01/2011 tại Hà Nội với 1376/1377 đại biểu chính thức. Chủ tịch nước Nguyễn Minh Triết đã tuyên bố khai mạc Đại hội.

### Cương lĩnh
Tổng bí thư Nông Đức Mạnh đọc Báo cáo của Ban Chấp hành Trung ương Đảng khoá X về các văn kiện Đại hội XI của Đảng, theo đó "toàn Đảng, toàn dân đã phấn đấu vượt qua khó khăn, thách thức, đạt được những thành tựu quan trọng". Báo cáo cảnh báo về các thách thức như "hoạt động chống phá, kích động bạo loạn, diễn biến hòa bình của các thế lực thù địch". Trong báo cáo cũng nhấn mạnh: Coi trọng vai trò phản biện.
Tên gọi
"Cương lĩnh xây dựng đất nước trong thời kỳ quá độ lên chủ nghĩa xã hội (bổ sung, phát triển năm 2011)"
Kết quả biểu quyết: Có 849 phiếu đồng ý, chiếm 61,70%.
Quan điểm mới
"Có nền kinh tế phát triển cao dựa trên lực lượng sản xuất hiện đại với quan hệ sản xuất tiến bộ phù hợp" 
(Dự thảo là: "Có nền kinh tế phát triển cao dựa trên lực lượng sản xuất hiện đại và chế độ công hữu về các tư liệu sản xuất chủ yếu").
Kết quả biểu quyết: Có 895 phiếu đồng ý, chiếm 65,04%.

#### Cơ sở của cương lĩnh
Cương lĩnh của Đại hội XI (bổ sung, phát triển của Đại hội VII và X) là thành quả mà Đảng Cộng sản Việt Nam kết luận là công cuộc đổi mới, trước hết là thành quả của đổi mới nhận thức lý luận về Chủ nghĩa xã hội, trên cơ sở vận dụng sáng tạo chủ nghĩa Mác-Lênin, tư tưởng Hồ Chí Minh, phù hợp với thực tiễn Việt Nam trong điều kiện hiện nay. Đó cũng là thành quả của sự kết hợp hài hòa giữa "cái phổ biến" và "cái đặc thù", cái chung và cái riêng để tạo nên một mô hình: Chủ nghĩa xã hội Việt Nam.
- Cương lĩnh xây dựng đất nước trong thời kỳ quá độ lên chủ nghĩa xã hội (năm 1991) của Đảng, mô hình chủ nghĩa xã hội mà nhân dân ta xây dựng đã được phác họa với sáu đặc trưng;
- Đại hội lần thứ X (2006) đã bổ sung, phát triển, làm cho mô hình chủ nghĩa xã hội Việt Nam toàn diện hơn, gồm tám đặc trưng;
- Dự thảo Cương lĩnh (bổ sung và phát triển 2011) của Đại hội XI tiếp tục xác định tám đặc trưng trên cơ sở kết hợp, bổ sung, phát triển những đặc trưng của chủ nghĩa xã hội trong hai Đại hội VII và X.[12]

#### Các bài học lớn
1. Một là, nắm vững ngọn cờ độc lập dân tộc và chủ nghĩa xã hội;
2. Hai là, sự nghiệp cách mạng là của nhân dân, do nhân dân và vì nhân dân;
3. Ba là, không ngừng củng cố, tăng cường đoàn kết: đoàn kết toàn Đảng, đoàn kết toàn dân, đoàn kết dân tộc, đoàn kết quốc tế - Đoàn kết, đoàn kết, đại đoàn kết - Thành công, thành công, đại thành công;
4. Bốn là, kết hợp sức mạnh dân tộc với sức mạnh thời đại, sức mạnh trong nước với sức mạnh quốc tế;
5. Năm là, sự lãnh đạo đúng đắn của Đảng là nhân tố hàng đầu quyết định thắng lợi của cách mạng Việt Nam.[13]

#### Nội dung cương lĩnh
Đặc trưng của Chủ nghĩa xã hội mà Việt Nam đang xây dựng
1. Đặc trưng thứ nhất: dân giàu, nước mạnh, dân chủ, công bằng, văn minh;
2. Đặc trưng thứ hai: do nhân dân làm chủ;
3. Đặc trưng thứ ba: có nền kinh tế phát triển cao dựa trên lực lượng sản xuất hiện đại là chế độ công hữu về các tư liệu sản xuất chủ yếu;
4. Đặc trưng thứ tư: có nền văn hóa tiên tiến, đậm đà bản sắc dân tộc;
5. Đặc trưng thứ năm: con người có cuộc sống ấm no, tự do, hạnh phúc, có điều kiện phát triển toàn diện;
6. Đặc trưng thứ sáu: các dân tộc trong cộng đồng Việt Nam bình đẳng, đoàn kết, tôn trọng và giúp nhau cùng phát triển;
7. Đặc trưng thứ bảy: có Nhà nước pháp quyền xã hội chủ nghĩa của nhân dân, do nhân dân, vì nhân dân do Đảng Cộng sản lãnh đạo;
8. Đặc trưng thứ tám: có quan hệ hữu nghị và hợp tác với các nước trên thế giới.[12]

Các phương hướng cơ bản
1. Một là, đẩy mạnh công nghiệp hóa, hiện đại hóa đất nước gắn với phát triển kinh tế tri thức;
2. Hai là, phát triển nền kinh tế thị trường định hướng xã hội chủ nghĩa;
3. Ba là, xây dựng nền văn hóa tiên tiến, đậm đà bản sắc dân tộc;
4. Bốn là, bảo đảm vững chắc quốc phòng và an ninh quốc gia;
5. Năm là, thực hiện đường lối đối ngoại độc lập, tự chủ, hòa bình, hợp tác và phát triển; chủ động và tích cực hội nhập quốc tế;
6. Sáu là, xây dựng nền dân chủ xã hội chủ nghĩa, thực hiện đại đoàn kết toàn dân tộc, củng cố và mở rộng Mặt trận dân tộc thống nhất;
7. Bảy là, xây dựng Nhà nước pháp quyền xã hội chủ nghĩa của nhân dân, do nhân dân, vì nhân dân;
8. Tám là, xây dựng Đảng trong sạch, vững mạnh.[13]

### Nhân sự
Sau 2 ngày thảo luận (15 và 16/1), ngoài số nhân sự Ban Chấp hành Trung ương khóa X đề cử vào Ban Chấp hành Trung ương khóa XI là 186 người để bầu 175 Ủy viên chính thức và 28 người để bầu 25 Ủy viên dự khuyết; các đoàn đại biểu đã giới thiệu, đề cử thêm 89 người để bầu Ủy viên chính thức và 63 người để bầu Ủy viên dự khuyết Ban Chấp hành Trung ương khóa XI. Những người được giới thiệu thêm chủ yếu là những người đã tham gia Ban Chấp hành khóa X.
Ngày 17 tháng 1 năm 2011, Đại hội làm việc về công tác nhân sự sau 2 ngày thảo luận tại các đoàn đại biểu; phiên họp toàn thể buổi sáng biểu quyết thông qua danh sách ứng viên, đại hội đã thông qua danh sách bầu Ban Chấp hành Trung ương khóa XI. Các ứng viên có 3 độ tuổi: dưới 40, dưới 50-55 và độ tuổi 60. Với Ủy viên Bộ Chính trị, Ban Bí thư tái cử chủ yếu dưới 65 tuổi. Danh sách bầu Ủy viên chính thức có số dư trên 15% so với tổng số 175 người. Số dư bầu Ủy viên dự khuyết đạt trên 50% so với tổng số 25 người. Trong danh sách này có một số người được các đại biểu đại hội đề cử. Ông Nguyễn Xuân Kiên, Phó Giám đốc Trung tâm nghiên cứu Khoa học nghiệp vụ và tư liệu Ban Tuyên giáo Trung ương (người tự ứng cử) được tiểu ban nhân sự đại hội thông báo là được đưa vào danh sách bầu. Sau khi thảo luận tại Hội trường, Đại hội đã biểu quyết với 100% ý kiến đồng ý thông qua danh sách bầu cử Ủy viên chính thức Ban Chấp hành Trung ương khóa XI là 218 ứng viên so với số lượng cần bầu 175 (số dư 24,57%); Đại hội cũng thông qua danh sách bầu cử Ủy viên dự khuyết Ban Chấp hành Trung ương khóa XI là 61 ứng viên so với số lượng cần bầu 25 (số dư 144%).
Chiều ngày 17 tháng 1, Đại hội đã tiến hành bỏ phiếu bầu cử Ban Chấp hành Trung ương khóa XI tại hội trường gồm 175 Ủy viên chính thức và 25 Ủy viên dự khuyết. Theo Quy chế bầu cử tại đại hội đã được thông qua ở phiên trù bị, việc bầu cử được thực hiện bằng hình thức bỏ phiếu kín, theo nguyên tắc tập trung dân chủ, bình đẳng, trực tiếp. Người trúng cử phải đạt số phiếu đa số quá bán. Sau đó, chiều ngày 18/1, Ban Chấp hành Trung ương khóa XI họp bầu Bộ Chính trị, Tổng Bí thư, Ban Bí thư, và Ủy ban Kiểm tra Trung ương. Sáng ngày 19 tháng 1, Tổng Bí thư khóa XI là ông Nguyễn Phú Trọng đã ra mắt đại hội, phát biểu và chủ trì cuộc họp báo quốc tế sau đó.

#### Ứng viên do đại hội giới thiệu trúng cử
Một nhân vật được đề cử tại Đại hội đã trúng cử ủy viên dự khuyết:
- Nguyễn Thanh Nghị, Phó Hiệu trưởng Trường Đại học Kiến trúc TP. HCM.[15]

#### Một số ứng viên không trúng cử
BCH khóa X đề cử
- Phạm Gia Khiêm
- Phạm Khôi Nguyên
- Lê Doãn Hợp [16]
[cần dẫn nguồn]

Đại hội đề cử

Tự ứng cử
- Nguyễn Xuân Kiên (45 tuổi, Phó giám đốc Trung tâm nghiên cứu khoa học nghiệp vụ và tư liệu Ban Tuyên giáo trung ương) [15]

#### Bộ Chính trị và Ban Bí thư
Bộ Chính trị
- Số lượng: 17 người;
- Số ứng viên: 170%
- Kết quả bầu được: 14 người.

Ban Bí thư
- Số ứng viên: > 170% [17]

### Điều lệ (Quan điểm mới)
- Vấn đề kết nạp tư nhân vào Đảng? Có thêm doanh nghiệp tư nhân, Đảng sẽ mạnh hơn?
Tại Việt Nam, 80% doanh nghiệp có vốn dưới 5 tỷ đồng và 87% doanh nghiệp có dưới 50 nhân viên.
  - Về vấn đề kết nạp những người là chủ doanh nghiệp tư nhân vào Đảng, thảo luận tại Đại hội thấy nổi lên 3 luồng ý kiến:
    1. Thứ nhất, đa số ý kiến nhất trí như dự thảo, đó là đồng ý kết nạp những người là chủ doanh nghiệp tư nhân vào Đảng;
    2. Thứ hai, cho rằng không cần thí điểm mà thực hiện luôn với lý do là trong thực tế, một số Đảng bộ đã kết nạp được những chủ doanh nghiệp tư nhân vào Đảng và đạt kết quả tốt;
    3. Thứ ba, một số ý kiến lo ngại và cho rằng kết nạp chủ doanh nghiệp tư nhân vào Đảng sẽ làm thay đổi bản chất của Đảng

  - Khoản 1, Điều 1 diễn đạt đầy đủ là: "Đảng viên Đảng Cộng sản Việt Nam là chiến sĩ cách mạng trong đội tiên phong của giai cấp công nhân, nhân dân lao động và dân tộc Việt Nam;...".

Kết quả kiểm phiếu: Có 1.026 phiếu đồng ý, chiếm 74,56%.
- Quy định về thí điểm một số chủ trương mới:
Bổ sung vào Điều 16 quy định: "Ban Chấp hành Trung ương căn cứ tình hình thực tế quyết định chỉ đạo thí điểm một số chủ trương mới" (Điều lệ Đảng khóa X không bổ sung).
Kết quả kiểm phiếu: Có 1.240 phiếu đồng ý, chiếm 90,12%.[11]

## Danh sách Bộ Chính trị và Ban Bí thư
| Bộ Chính trị Ban Chấp hành Trung ương Đảng Cộng sản Việt Nam | Bộ Chính trị Ban Chấp hành Trung ương Đảng Cộng sản Việt Nam | Bộ Chính trị Ban Chấp hành Trung ương Đảng Cộng sản Việt Nam                                               | Bộ Chính trị Ban Chấp hành Trung ương Đảng Cộng sản Việt Nam |
| Thứ tự                                                       | Tên                                                          | Chức vụ Đảng và Nhà nước                                                                                   | Ghi chú                                                      |
| ------------------------------------------------------------ | ------------------------------------------------------------ | --- | ------------------------------------------------------------ |
| 1                                                            | Nguyễn Phú Trọng                                             | Tổng bí thư                                                                                                | Bí thư Đảng uỷ Quân sự Trung ương                            |
| 2                                                            | Trương Tấn Sang                                              | Thường trực Ban Bí thư, Chủ tịch nước                                                                      |                                                              |
| 3                                                            | Phùng Quang Thanh                                            | Bộ trưởng Bộ Quốc phòng Phó bí thư Đảng uỷ Quân sự Trung ương                                              |                                                              |
| 4                                                            | Nguyễn Tấn Dũng                                              | Thủ tướng Chính phủ Phó chủ tịch Hội đồng Quốc phòng và An ninh Việt Nam, Bí thư Ban cán sự đảng Chính phủ |                                                              |
| 5                                                            | Nguyễn Sinh Hùng                                             | Chủ tịch Quốc Hội, Phó Thủ tướng thường trực                                                               |                                                              |
| 6                                                            | Lê Hồng Anh                                                  | Bộ trưởng Bộ Công an, Bí thư Đảng ủy Công an Trung ương                                                    |                                                              |
| 7                                                            | Lê Thanh Hải                                                 | Bí thư Thành ủy Thành phố Hồ Chí Minh                                                                      |                                                              |
| 8                                                            | Tô Huy Rứa                                                   | Trưởng ban Tổ chức Trung ương                                                                              |                                                              |
| 9                                                            | Phạm Quang Nghị                                              | Bí thư Thành ủy Hà Nội                                                                                     |                                                              |
| 10                                                           | Trần Đại Quang                                               | Thứ trưởng Bộ Công an                                                                                      |                                                              |
| 11                                                           | Tòng Thị Phóng                                               | Phó chủ tịch Quốc hội                                                                                      |                                                              |
| 12                                                           | Ngô Văn Dụ                                                   | Trưởng ban Kiểm tra Trung ương, Chánh văn phòng Trung ương Đảng                                            |                                                              |
| 13                                                           | Đinh Thế Huynh                                               | Trưởng Ban Tuyên giáo Trung ương, Tổng biên tập báo Nhân dân, Chủ tịch Hội nhà báo Việt Nam                |                                                              |
| 14                                                           | Nguyễn Xuân Phúc                                             | Bộ trưởng, Chủ nhiệm Văn phòng Chính phủ                                                                   |                                                              |
| 15                                                           | Nguyễn Thiện Nhân                                            | Phó Thủ tướng                                                                                              | Bầu bổ sung tại hội nghị TW7: 5/2013                         |
| 16                                                           | Nguyễn Thị Kim Ngân                                          | Phó chủ tịch Quốc hội                                                                                      | Bầu bổ sung tại hội nghị TW7: 5/2013                         |

| Ban Bí thư Trung ương Đảng Cộng sản Việt Nam | Ban Bí thư Trung ương Đảng Cộng sản Việt Nam | Ban Bí thư Trung ương Đảng Cộng sản Việt Nam                                                 | Ban Bí thư Trung ương Đảng Cộng sản Việt Nam                             |
| Thứ tự                                       | Tên                                          | Chức vụ Đảng và Nhà nước                                                                     | Ghi chú                                                                  |
| -------------------------------------------- | -------------------------------------------- | -------------------------------------------------------------------------------------------- | ------------------------------------------------------------------------ |
| 1                                            | Nguyễn Phú Trọng                             | Tổng bí thư, Chủ tịch Quốc hội, Bí thư Đảng đoàn Quốc hội, Bí thư Đảng uỷ Quân sự Trung ương | Theo điều lệ Đảng                                                        |
| 2                                            | Trương Tấn Sang                              | Thường trực Ban Bí thư, Chủ tịch nước                                                        | Ủy viên Bộ Chính trị, Thường trực Ban Bí thư. Bổ sung tháng 2/2011       |
| 3                                            | Lê Hồng Anh                                  | Bộ trưởng Bộ Công an, Bí thư Đảng ủy Công an Trung ương                                      | Ủy viên Bộ Chính trị. Phụ trách công tác nội chính. Bổ sung tháng 2/2011 |
| 4                                            | Tô Huy Rứa                                   | Trưởng ban Tổ chức Trung ương                                                                | Ủy viên Bộ Chính trị. Bổ sung tháng 2/2011                               |
| 5                                            | Ngô Văn Dụ                                   | Chủ nhiệm Ủy ban Kiểm tra Trung ương Đảng                                                    | Ủy viên Bộ Chính trị. Bổ sung tháng 2/2011                               |
| 6                                            | Đinh Thế Huynh                               | Trưởng Ban Tuyên giáo Trung ương, Chủ tịch Hội nhà báo Việt Nam                              | Ủy viên Bộ Chính trị. Bổ sung tháng 2/2011                               |
| 7                                            | Ngô Xuân Lịch                                | Phó Chủ nhiệm Tổng cục Chính trị Quân đội Nhân dân Việt Nam                                  | Bầu tháng 1/2011                                                         |
| 8                                            | Trương Hòa Bình                              | Chánh án Tòa án Nhân dân Tối cao Việt Nam                                                    | Bầu tháng 1/2011                                                         |
| 9                                            | Hà Thị Khiết                                 | Trưởng Ban Dân vận Trung ương                                                                | Bầu tháng 1/2011                                                         |
| 10                                           | Nguyễn Thị Kim Ngân                          | Bộ trưởng Bộ Lao động, Thương binh và Xã hội                                                 | Bầu tháng 1/2011                                                         |
| 11                                           | Trần Quốc Vượng                              | Chánh Văn phòng Trung ương Đảng                                                              | Bầu bổ sung tháng 5/2013 tại HN TW7                                      |

## Diễn biến sau đại hội
Đại hội được báo chí trong nước viết là thành công tốt đẹp. Báo chí nước ngoài đánh giá đại hội có một số chuyển biến tích cực so với các kỳ đại hội gần đây. Theo đó, tính dân chủ đã tăng lên, thông qua việc tự ứng cử (của một đại biểu vào danh sách Ban Chấp hành Trung ương), việc bỏ phiếu với số đại biểu ứng cử nhiều hơn 15% so với số đại biểu cần bầu vào Ban Chấp hành Trung ương, thảo luận về thay đổi một số vấn đề trong văn kiện Đại hội (như vấn đề về công hữu, về vai trò của doanh nhân, cho phép kết nạp doanh nhân vào Đảng).
Một số vấn đề theo báo chí ngoài nước còn đáng quan tâm: sự chọn lựa các vị trí lãnh đạo trùng hoàn toàn với đề xuất từ trước của Ban Chấp hành Trung ương khóa X, làm nảy sinh câu hỏi về sự thống nhất cao độ trong Đảng hay sự chưa dân chủ của Đảng, vấn đề về văn kiện còn mang tính chung chung, chưa đột phá, chưa đưa ra giải pháp thực sự giải quyết các vấn đề còn tồn tại trong quản lý kinh tế, vai trò của Doanh nghiệp nhà nước vẫn còn chưa có đột phá, đội ngũ nhân sự được lựa chọn liệu có khả năng lãnh đạo đất nước vượt qua khó khăn kinh tế trong năm 2011.
Ngày 19/2, sau Đại hội 1 tháng, Trưởng ban Đối ngoại Trung ương Đảng Hoàng Bình Quân đã sang Trung Quốc với tư cách đặc phái viên của tân Tổng Bí thư Nguyễn Phú Trọng. Chuyến đi của ông Quân sang Trung Quốc có nhiệm vụ thông báo về kết quả Đại hội XI của Đảng Cộng sản Việt Nam.